# Klobben (Brändö, Åland)
Klobben med Buskören är en ö i Åland (Finland). Den ligger i Skärgårdshavet och i kommunen Brändö i landskapet Åland, i den sydvästra delen av landet. Ön ligger omkring 71 kilometer nordöst om Mariehamn och omkring 230 kilometer väster om Helsingfors.
Öns area är 27 hektar och dess största längd är 1 kilometer i nord-sydlig riktning. Ön höjer sig omkring 10 meter över havsytan.

## Delöar och uddar
- Klobben 60°31′39″N 20°53′57″Ö / 60.52746°N 20.89926°Ö
- Gumsören 60°31′56″N 20°54′04″Ö / 60.53221°N 20.90114°Ö (udde)
- Buskören 60°31′45″N 20°54′23″Ö / 60.52918°N 20.90634°Ö